# ロス・ランチェロス
ロス・ランチェロス（Los Rancheros）は、日本のラスティックバンド。通称ロスラン。

## 概要
1992年、ウッドベースのtuckassを中心に八王子で結成。バンド名の由来はAdam and The Antsの曲名から。結成当時は3人しかいなかったメンバーが6人に増えた1995年頃から、都内ライブハウスを中心に本格的な活動を開始。ただしメンバー全員が兼業であるため、その活動は不定期かつマイペースである。数度のメンバーチェンジを経て、現在も淡々と活動中。

## 作品

### アルバム
- Los Rancheros （2000年9月15日）

初回1000枚限定盤。アタリくじ付き。廃盤。
- Los Rancheros （2002年11月8日）

マスタリングをしなおして再発。1000枚限定。アタリくじ付き。廃盤。
- Los Rancheros （2004年5月19日）

or gloryに発足したgalactic recordsより、当時のメンバー構成にて再度録音し直し販売したもの。アタリくじ付き。
1. フィッシュマン・アンダーウッド
2. ギネスのうた
3. プリティー チェリー ウッド
4. 大宮の娘
5. エル・カミーノ
6. あの娘にヒーハウ
7. レッド・マグ
8. トマトジュース乾杯! （Rita Pavone）
9. ロス・ランチェロスのテーマ
10. スヰート リヴェンジ

- Los Rancheros （2014年5月17日）

自主制作セカンドアルバム。基本的にライブ会場のみの販売。
1. 名前のない歌（the song has no name）
2. 恋のパン食い競争（love is the sprint）
3. 赤いリボルバー（red revolver）
4. ハツコイアナグラム（anagram）
5. 雨夜の月（moonlight in the rain）
6. ワルツフォーダコード（waltz for D'accord）
7. グッバイマイナイト（goodbye my night）
8. ムラマサ（muramasa）
9. 地平線のメロディ（new horizon）
10. スコールバンディット（skoal bandit）

### シングル
- ロス・ランチェロスのテーマ|Los Rancheros Theme（1997年）

1. ロス・ランチェロスのテーマ
2. ローンウルフ ギャングスター
3. タイガー・ラグ

- SPRING HAS COME (in my boring life) （2003年12月10日）

1. SPRING HAS COME (in my boring life)
2. Le manége de chevaux de bois
3. Fishman Underwood (小淵沢 リヴァーヴ) *アナログ盤のみ

- 2ep （2006年5月19日）

主にライブ会場とYahoo!オークションで販売したもの。
Yahoo!オークションで販売時には、靴下付きのものがあった。
1. Love Is A Sprint
2. Milk Crown
3. くもり (néaltach fuiseog)
4. MURAMASA

### オムニバス
- ラスティックの夜明け／和製ラスティック・バンド集|Rustic Stomp 1996 （1997年1月22日）

Pirates Paddy-0／Oklahoma Stompete
- Spaghetti Vol.2 - Revenge! （1998年）

Lonewolf Gangster
- JWBA　1999年度　東京ビッグランブル記念 （1999年）

ウズベキスタ
- ヘブンズ・カーニバル・来・エジャニカ （1999年8月21日）

銀象／ヤクシー (trad)
- TOKYO BIG RUMBLE 1 WRECKIN CREW （2000年）

ギネス（モノ）
- RUSTIC STOMP 2000 （2001年7月10日）

Catacelina
- A TRIBUTE TO BATMOBILE part 1 （2001年）

Mission Impossible (Batmobile)
- Rotar are Go vol.1 （2001年12月31日）

Skoal Bandit／Diabro
- Rotar are Go vol.2 （2003年3月10日）

Mappy (namco)
- Rotar are Go vol.3 （2004年5月20日）

プリティチェリーウッド
- Down Beat Ruler vol.1 （2007年4月25日）

KUMORI (néaltach fuiseog)
- Down Beat Ruler vol.3 （2009年12月2日）

D'accord

### その他
- HIT PARADE - LONDON NITEトリビュート -  / Akiko（2009年6月24日）

パーフェクト (フェアーグラウンド・アトラクション)